# Hattan Bahebri
Hattan Bahebri (Jeddah, 16 juli 1992) is een Saoedi-Arabisch voetballer die als middenvelder of aanvaller speelt.

## Clubcarrière
Bahebri begon in 2010 bij Ittihad FC en speelde tussen 2014 en 2016 op huurbasis voor Khaleej. Sinds 2016 komt hij uit voor Al Shabab.

## Interlandcarrière
Hij debuteerde in 2017 voor het Saoedi-Arabisch voetbalelftal. Hij maakt deel uit van de selectie op het wereldkampioenschap voetbal 2018.